# Ilja Klimkin
Ilja Siergiejewicz Klimkin, ros. Илья Сергеевич Климкин (ur. 15 sierpnia 1980 w Moskwie) – rosyjski łyżwiarz figurowy startujący w konkurencji solistów. Uczestnik igrzysk olimpijskich w Turynie (2006), brązowy medalista mistrzostw Europy (2004), srebrny medalista finału Grand Prix (2002), mistrz świata juniorów (1999) oraz medalista mistrzostw Rosji. Zakończył karierę amatorską 19 kwietnia 2007 roku.
W 1999 roku na zawodach Nebelhorn Trophy, Klimkin został pierwszym łyżwiarzem, który skoczył dwa poczwórne skoki łyżwiarskie – salchowa i toe loopa w jednym programie.

## Osiągnięcia
| Zawody                                | 97–98          | 98–99          | 99–00          | 00–01          | 01–02          | 02–03          | 03–04          | 05–06          | 06–07          |                |                |                |                |                |                |                |                |
| Międzynarodowe                        | Międzynarodowe | Międzynarodowe | Międzynarodowe | Międzynarodowe | Międzynarodowe | Międzynarodowe | Międzynarodowe | Międzynarodowe | Międzynarodowe | Międzynarodowe | Międzynarodowe | Międzynarodowe | Międzynarodowe | Międzynarodowe | Międzynarodowe | Międzynarodowe | Międzynarodowe |
| ------------------------------------- | -------------- | -------------- | -------------- | -------------- | -------------- | -------------- | -------------- | -------------- | -------------- | -------------- | -------------- | -------------- | -------------- | -------------- | -------------- | -------------- | -------------- |
| Igrzyska olimpijskie                  |                |                |                |                |                |                |                | 11             |                |                |                |                |                |                |                |                |                |
| Mistrzostwa świata                    |                |                |                |                |                | 9              | WD             | 10             |                |                |                |                |                |                |                |                |                |
| Mistrzostwa Europy                    |                |                |                |                | 6              | 4              | 3              | 5              |                |                |                |                |                |                |                |                |                |
| GP Finał Grand Prix                   |                |                |                | 4              |                | 2              |                |                |                |                |                |                |                |                |                |                |                |
| GP Cup of China                       |                |                |                |                |                |                | 6              |                |                |                |                |                |                |                |                |                |                |
| GP NHK Trophy                         |                |                | 3              | 2              |                | 1              |                |                |                |                |                |                |                |                |                |                |                |
| GP Cup of Russia                      |                |                | 8              | 2              | 5              |                |                | 9              | 3              |                |                |                |                |                |                |                |                |
| GP Skate America                      |                |                |                |                | 5              |                |                |                |                |                |                |                |                |                |                |                |                |
| GP Trophée Eric Bompard               |                |                |                |                |                | 7              |                |                | 4              |                |                |                |                |                |                |                |                |
| Finlandia Trophy                      |                |                |                | 6              | 1              | 3              |                |                |                |                |                |                |                |                |                |                |                |
| Nebelhorn Trophy                      |                |                | 1              |                |                |                |                |                |                |                |                |                |                |                |                |                |                |
| Golden Spin Zagrzeb                   |                |                |                |                |                |                |                | 3              |                |                |                |                |                |                |                |                |                |
| Top Jump                              |                |                |                | 1              |                | 8              |                |                |                |                |                |                |                |                |                |                |                |
| Międzynarodowe: Kategorie młodzieżowe |                |                |                |                |                |                |                |                |                |                |                |                |                |                |                |                |                |
| Mistrzostwa świata juniorów           | 4              | 1              | 4              |                |                |                |                |                |                |                |                |                |                |                |                |                |                |
| JGP Finał                             |                | 2              |                |                |                |                |                |                |                |                |                |                |                |                |                |                |                |
| JGP w Bułgarii                        | 6              | 1              |                |                |                |                |                |                |                |                |                |                |                |                |                |                |                |
| JGP na Węgrzech                       | 5              | 1              |                |                |                |                |                |                |                |                |                |                |                |                |                |                |                |
| Krajowe                               |                |                |                |                |                |                |                |                |                |                |                |                |                |                |                |                |                |
| Mistrzostwa Rosji                     |                | 10             | 5              | 4              | 3              | 2              | 2              | 2              | 4              |                |                |                |                |                |                |                |                |
| Mistrzostwa Rosji juniorów            |                |                | 1              |                |                |                |                |                |                |                |                |                |                |                |                |                |                |